# Journal of Geometry and Physics
Journal of Geometry and Physics is een internationaal, aan collegiale toetsing onderworpen wetenschappelijk tijdschrift op het gebied van de
toegepaste wiskunde en de mathematische fysica.
De naam wordt in literatuurverwijzingen meestal afgekort tot J. Geom. Phys.
Het tijdschrift is opgericht in 1984. Het wordt uitgegeven door Elsevier en verschijnt maandelijks.